# It Might Have Been (film 1910)
It Might Have Been è un cortometraggio muto del 1910 prodotto dalla Lubin. Il nome del regista non viene riportato nei credit del film.

## Trama
Uno scapolo, rileggendo vecchie lettere d'amore, ripensa alla sua vita passata. Decide di cercare alcune sue delle sue ex fiamme ma quello che scoprirà gli farà pensare che forse il suo presente è migliore com'è di quello che avrebbe potuto essere.

## Produzione
Il film fu prodotto dalla Lubin Manufacturing Company nel 1910. Tre anni più tardi, la Lubin avrebbe prodotto un altro It Might Have Been scritto e diretto da George Nichols.

## Distribuzione
Distribuito dalla Lubin Manufacturing Company, il film - un cortometraggio di 180 metri - venne distribuito nelle sale statunitensi il 3 febbraio 1910. Nelle proiezioni, veniva programmato con il sistema dello split reel, accorpato in un'unica bobina con un altro cortometraggio prodotto dalla Lubin, Sentimental Sam.